# میکائل دلاژ
میکائل دلاژ (فرانسوی: Mickaël Delage‎؛ زادهٔ ۶ اوت ۱۹۸۵) دوچرخه‌سوار اهل فرانسه است.
از باشگاه‌هایی که در آن رکاب زده‌است می‌توان به تیم دوچرخه‌سواری اف‌دی‌جی اشاره کرد.